# Rogério de Worcester
Rogério de Worcester (c. 1134 – Tours, 9 de agosto de 1179) foi bispo de Worcester de 1163 até sua morte. Ele teve um papel na controvérsia entre Henrique II da Inglaterra, que era seu primo, e o arcebispo Tomás Becket.

## Biografia
Rogério era filho de Roberto, 1º Conde de Gloucester, neto de Henrique I, e foi educado por um curto período com o futuro rei, Henrique II, em Bristol. Depois estudou em Paris sob Roberto de Melun. Rogério foi posteriormente ordenado padre e consagrado Bispo de Worcester por Tomás Becket, em 23 de agosto de 1163, em Cantuária.
Ele aderiu lealmente ao arcebispo, e embora um dos bispos tenha sido enviado ao papa para levar o apelo do rei contra Becket, Rogério não participou ativamente da embaixada, nem se juntou ao apelo feito pelos bispos contra o arcebispo em 1166, despertando assim a inimizade do rei. Antes e depois do martírio de Becket, ele defendeu inabalavelmente os princípios pelos quais o arcebispo lutou, mas com moderação e preocupação com a autoridade do rei.
Quando Tomás desejou que Rogério se juntasse a ele em seu exílio, Rogério foi sem permissão em 1167, após Henrique ter recusado a permissão. Ele repreendeu o rei quando eles se encontraram em Falaise em 1170, e uma reconciliação se seguiu. Após o martírio de Becket, a Inglaterra foi ameaçada com um interdito, mas Rogério intercedeu junto ao papa e foi, a partir de então, altamente estimado na Inglaterra e em Roma. Ele voltou para a Inglaterra apenas em 1172. O Papa Alexandre III, que frequentemente o empregava como delegado em causas eclesiásticas, falou dele e de Bartholomew Iscanus, Bispo de Exeter, como "as duas grandes luzes da Igreja Inglesa".

Rogério deixou um registro impressionante de suas atividades judiciais nas coleções decretais inglesas primitivas de meados da década de 1170, enquanto seus acta sobreviventes lançam luz sobre sua preocupação com sua diocese. Ele esteve presente no sínodo em Westminster em 1175 e possivelmente no Terceiro Concílio de Latrão de 1179.

## Ligações Externas
- «Roger of Worcester (d. 1179)» (em inglês). The Profession of Ecclesiastical Lawyers: An Historical Introduction, pp. 95-100. Cambridge University Press, 2019